# Sungai Serindit
Sungai Serindit is een bestuurslaag in het regentschap Tanjung Jabung Barat van de provincie Jambi, Indonesië. Sungai Serindit telt 3104 inwoners (volkstelling 2010).